# X-MENエボリューション
『X-MENエボリューション』（X-Men: Evolution）はマーベル・コミックのスーパーヒーローチーム『X-メン』を題材にしたアメリカのテレビアニメシリーズである。このアニメはエミー賞を二度獲得している。原作と違いキャラクターの多くは大人ではなくティーンエイジャーとなっている。シリーズは2000年11月から2003年10月まで全部で4シーズン52話が製作され、キッズWBで放映された。

## プロダクションノート
新たな『X-メン:エボリューション』のコンセプトの主要なポイントの1つは新たなコスチュームデザインであった。初期構想画のスケッチではクラシックな金と黒の衣装に身を包んだX-メンを見る事ができる。これらの下書きではスパイクはコーンローでローグの衣装は上腹部を露出しており、ジーン・グレイのコスチュームはサイクロップスのコスチュームの女性版である。ジーン・グレイとシャドウキャットはフェイスマスクを着用しており、キティはオレンジ色のミニスカートにスパンデックスの上にドクターマーチンという出で立ちであった。ストームの初期の描画では黒ではなく、白の衣装を着ていた。
争点は青い肌を持つヴィラン・ミスティークのデザインである。キャラクターデザイナー及び各話演出を務めたスティーブン・E・ゴードンは第一シーズンでミスティークのデザインに少しも良い印象を持たなかった。ミスティークは元々（映画では）裸であるように表現されていたが、ワーナー・ブラザースはKids' WB!の作品に持ち込んで欲しくなかった。しかし、ミスティークは（服こそ来ていたが）映画版とよく似た描かれ方をしたシーンがシーズン1の最終話にある。ゴードンはシーズン3から演出を降りたが、番組のキャラクターデザインは継続した。彼はローグとワンダのデザインが一番の気に入りである。
番組では他のメディアへのリファレンスを含んでいる。ローグとキティが『Spykecam』で見せたダンスは『バフィー』の『Bad Girls』というエピソードでの似たようなダンスをモデルにしている。シーズン1の『Spykecam』で使われた劇『Dracula: The Musical』は実際に上映されたものである。しかし、使われた歌はエピソード用に作られたオリジナルのものである。番組のライター陣は『バフィ』のファンを自認している。シャドウキャットを触媒として使って、二つの番組は類似点を示しており、スーパーパワーを持つ十代の少女が自分が通う高校を護るために凶悪なヴィランと戦いを繰り広げている。驚くほどのことではないが、バフィのクリエイタージョス・ウィードンはバフィはキティ・プライドからインスピレーションを受けたのだと公言している。
第4シーズンの最初のエピソード『Impact』からエピソードの立ちとるが番組の最初に表示されなくなり、『X-メン:エボリューション』は『スパイダーマン:アニメシリーズ』（5シーズン65エピソード）と『X-メン:5シーズン76エピソード』に次ぐ3番目に長いマーベルのカートゥーンとなった。総監督のボイド・カークランドは『X-メン:エボリューション』で好きなシーズンは第3であると言っている。

## 続編Successors
番組は2009年放送の『ウルヴァリン・アンド・ジ・X-メン』を生み出すこととなった。X-メンエボリューションの続編ではないが、制作スタッフチームは本作のチームが担当し、スティーブン・E・ゴードン、グレッグ・ジョンソン、ボイド・カークランドはそれぞれキャラクターデザイン、プロデューサー兼メインライター、共同プロデューサー兼監督として制作を行った。

## あらすじ

### シーズン1
最初のシーズンでは主要キャラクターの紹介が行われ、後のストーリーの伏線が張られた。当初のX-メンのメンバーはサイクロップス、プロッフェッサーX、ウルヴァリン、ストーム、ジーン・グレイ。ストーリーが進むにつれX-メンの構成員が増えていき、1話でナイトクローラー、2話でシャドウキャット、5話でスパイク、7話でローグ（3話でブラザーフッドに入団していた。）が加わった。このシーズンの後半のエピソードではナイトクローラーは生みの親の正体を知り、ウルヴァリンは自らの過去への正解を見つけ、ローグはX-メンに移り、エグゼビアの義理の兄ジャガーノートが刑務所から解放された。
X-メンと新入隊者を巡って争うブラザーフッドとの戦闘を中心に描かれている。トードが最初に紹介され、アヴァランチ、ブロブ、クイックシルバーらが続いた。ブラザーフッドは見かけ上はミスティークによって主導されていたが、実際には更に強大な力を持った何者かが率いており、その主導者の正体はシーズンの最終2話でマグニートーであることが明かされた。サイクロップスが自分の弟ハボックが、両親が死亡した飛行機事故から生き残っていることを知ったころ、二人はマグニートーにアステロイドMのサンクチュアリに連れ去られてしまう。マグニートーは幾人かのX-メンとブラザーフッドのメンバーを捕え、ミュータントの能力を増幅させ、感情を奪おうとした。アステロイドMはスコットとアレックスによって破壊された。その際、2つの金属のオブジェクト（搭乗者不明）が爆発する岩に取り残されている。

### シーズン2
セカンドシーズンではビーストを含む幾人かの新たなミュータントが登場した。このシーズンではアステロイドMで死亡したと思われていたヴィランが実は生きていたことが明らかになった。さしあたってセイバートゥースはウルヴァリンへの追撃を、マグニートーは自らの政策の遂行を続けた。ミスティークはベイヴィル高校でのローグの友人リスティ・ワイルドに化け、マンションに潜入し、エグゼビアのセレブロのファイルを盗んでいった。ファイルを使ってワンダ・マキシモフ（=スカーレット・ウィッチ、マグニートーの娘にして、クイックシルバーの姉）を見つけた。この精神的に不安定なスーパーミュータントがミスティークの帰還と同時にブラザーフッドに加わり、ベイヴィルのモールでの戦いではX-メンを破ることに成功している。最終話を前に、テレパスのメスメロがアポカリプスとして知られるミュータントを解放するための3つのドアのうちの1つを開けるという内容の極めて重要なエピソードが放映された。
最終話ではエグゼビアはマグニートーと立ち向かうためにブラザーフッドと手を組み、X-メンを厳しく鍛えた。サイクロップスはかつての敵と一緒に働くことに激しく憤り、チームを去った。その後、マンションはサイクロップスと中に残った幾人かの生徒達を破壊するために使われた。一方、マグニートーはセイバートゥース、ガンビット、パイロ、コロッサスを自らのアコライツに引き入れ、X-メン／ブラザーフッド軍と戦わせた。その時、ウルヴァリンはボリヴァ・トラスクに捕われ、対ミュータント兵器センチネルのテストに用いられた。センチネルは市街地に解き放たれ、X-メンに公衆の面前で自らの能力を使わざるを得ない状況に追い込んだ。ワンダはマグニートーを追い、センチネルを彼に衝突させようとした。捕われずにすんだミュータント達がマンションの廃墟に戻ると、サイクロップスと生徒達は爆発が及ばなかった場所から現れた。スコットはエグゼビアを車いすから投げ飛ばしマンションの爆発について非難した。エグゼビアは静かに立ち上がった。彼はミスティークが変身した姿だったのである。

### シーズン3
シーズン3から4にかけて、番組のトーンが顕著にシリアスになりはじめた。センチネル戦後、ミュータント種はもはや秘密ではなくなった。民衆の反応は敵意の1つであった。これにより番組はより伝統的な、偏見、大衆の誤解、更に大きな脅威といった要素を伴ったX-メンのストーリーに近い物となった。シーズンが発展すると共に、本物のエグゼビアが発見され、ミスティークを打倒し、マンションは再建され、X-メンはベイヴィル高校に戻ることを許された。ワンダは（息子のクイックシルバーに間一髪で救いだされていた）マグニートーを捜索し、マグニートーがテレパシーを使うミュータント・マスターマインドを使いワンダに子どもの頃の記憶を取り戻させるまで続いた。スコットとジーンはより親密な付き合いをしはじめた一方で、シャドウキャットとアヴァランチのロマンスは終わりを迎えた。スパイクは自分の能力が制御不能になりX-メンを去り、下水施設にすむモーロックスたちと生活を始めた。
ストーリーの一部として、ローグは能力のコントロールを失い、入院した。この間、彼女はミスティークの養女であることを知った。ミスティークはデスティニィのヴィジョンを通して、自分とローグが復活する古代のミュータントの部下になる運命を予見した。待望されていたアポカリプスの帰還の物語はシーズンの最終話になった。メスメロはマグニートーを操り第二のドアを開けさせ、ミスティークとローグを最後のドアを開けさせるために使い、その過程でミスティークに石に向き合わせた。解放されたアポカリプスはX-メン、マグニートー、アコライツ、ブラザーフッドの連合軍を逃亡の過程で容易に打ちのめしている。

### シーズン4
最終の（より暗くなった）シーズンは9話しか存在しない。シーズンの最初の物語ではアポカリプスはマグニートーを殺害したように見え、一方でローグは怯えるミスティークを崖から突き落として殺害し、狼狽する彼女の息子であるナイトクローラーをとりのこした。ブラザーフッドは一時的に善人になり、ウルヴァリンのティーンエイジャーのクローンであるX-23が帰還し、スパイクとモーロックスは地表に現れ、シャドウキャットがミュータントの亡霊を発見し、ローグはガンビットに攫われ、ルイジアナに彼の父親を解放する手助けをさせられた。エグゼビアは彼の邪悪な息子を打倒しようとした。リーチも若い少年として登場した。最終話ではアポカリプスはエグゼビアとストームを倒し、マグニートーとミスティークと共に自らのフォー・ホースメンに変えた。アポカリプスはホースメンに自分の3つのドームと世界中の人類全体をミュータントに変える『作戦基地』を護るように指示した。最終決戦ではホースメンは元の状態に戻り、アポカリプスは時間を移動させられた。ローグとナイトクローラーは自分たちの母親を許そうとはせず、シャドウキャットとアヴァランチは再び愛情を取り戻した。マグニートーは、ストームと彼女の甥のスパイクのようにクイクシルバーとスカーレットウィッチを集め、エグゼビアはX-メンとして再結集した生徒達を見つめた。

#### 最終話
シリーズはチャールズ・エグゼビアのスピーチで締めくくられている。彼はアポカリプスにコントロールされていた時に未来を垣間みている。以下の未来は予言である。
- 反ミュータントが続く。
- 改心したマグニートーはジュビリーやウルフスベインを含むニューミュータンツを指導している。
- ジーン・グレイはフェニックスフォースに支配され、ダークフェニックスになる。
- 未来のX-メンは大人になったサイクロップス、ナイトクローラー、X-23、アイスマン、ビースト、シャドウキャット、ローグ（飛べるようになり、グローブを付けていない）、ストーム、コロッサスで構成されている。この未来のX-メンのユニフォームはアルティメットX-メン誌で見られるような暗い色の物である。
- ブラザーフッドの面々とパイロは大人になってS.H.I.E.L.D.に加わり、フリーダムフォースを結成した。
- センチネル軍団がニムロッドに似たセンチネルに率いられている
- 最後のシーンでは登場人物の全て（X-メン、ニューミュータンツ、かつてのアコライツのガンビットとコロッサス、（第3シーズンで戻ってきた）ブンブン、これまでチームに所属していなかったハボック、エンジェル、X-23。ジュビリーやスパイク、ウルフスベインも帰ってきている。）

## コミックブック・スピンオフ
2002年1月マーベルは部分的に番組をベースにした『X-メン・エボリューション』のコミックブックの刊行を始めた。作家はデヴィン・グレイソン、画家はスタジオXD。売り上げ不振のため9号で突然打ち切られた。
コミックはエボリューションバージョンのモーロックスを番組に先駆けて登場させたが、彼らの外見と動機はかなり異なっていた。6号では番組では登場しないミミックの登場を題材にした。
継続するあらすじではエボリューション版のMr.シニスターを登場させる予定だったが、未解決のまま打ち切られた。しかし、発売されることのなかった10号では意図されていたデザインがカバーで明かされていた。

### コミックおよび映画におけるオリジナルキャラクター
物語の後半で登場したオリジナルキャラクターX-23は後にミニシリーズ『NYX』を期にコミックブックに逆輸入された。このシリーズでは彼女の外見はわずかにではあるが、ウルヴァリンに似たものに変わった。彼女は2005年にセルフタイトルコミックミニシリーズを持つまでになった。バットマンアニメシリーズのハーレイ・クインやマーベルのスパイダーマン&アメイジング・フレンズのファイアスターと同じく、彼女は元々アニメシリーズのために製作され、後に原作のコミックブックに持ち込まれたキャラである。
コミックブック『X-スタティックス』ではスパイクと同じコードネームと能力を持つアフリカ系アメリカ人のミュータントが登場したが、この『別の』スパイクはストームとは無関係であり、人格的にはかなり異なる（gangsta rappersをモデルにしている）、一般的に完全に別のキャラクターとして解釈されている。その他の類似キャラクターがX-MEN:ファイナル ディシジョンでは色白だが、アフリカ系アメリカ人のブラザーフッドオブミュータンツのメンバーが登場している。彼はクレジットではスパイクとして載っているが、作中では名前が呼ばれておらず、会話シーンもない。ウルヴァリンがブラザーフッドの基地となっていた森に侵入した時、スパイクは彼を襲ったキャラクターの一人であり、アニメのスパイクが能力の制御が出来なくなる前の能力を実演してみせていた。

## 受賞およびノミネート
X-メン:エボリューションは2003年5月16日の第30回デイタイム・エミー賞のOutstanding Achievement in Sound Editing – Live Action and Animation部門賞を獲得した。
また、ビーストは2004年のCover of the Year Awardのbest animated figure部門を獲得している。他のエミー賞と同じく、ゴールデン・リール賞のいくつかにノミネートされている。キャラクターデザインのスティーブン・E・ゴードンは本作で2001年のアニー賞のProduction Design in an Animated Television Production部門でノミネートされている。

## 原作コミックとの比較
X-メン:エボリューションシリーズは若年層の視聴者をターゲットしており、過去のアニメシリーズで大人だった主要キャラクターをティーンエイジャーとして登場させている。シリーズではコミックを原作とする多くのアニメシリーズと同じく、全く新しいキャラクターも登場しており、スパイクやX-23は原作には登場していなかった。X-23の場合、彼女はウルヴァリンのクローンである10代の少女である。登場人物の多くはティーンエイジャーでエグゼビアの学園のほかに普段は高校に通っている。エグゼビアの学園では教師としてプロフェッサーX、ストーム、ウルヴァリンがおり、のちにビーストが加わった。ビーストは獣化が進む前は高校で登場人物達を教える教師であった。
『X-メン:エボリューション』はセーレムではなくベイヴィル（ロングアイランドにある小さな街をモデルにしている。）を舞台にしている。（ともにニューヨーク州に存在しており、あるエピソードに登場したスクールバスは『ウェストチェスター学区』』からのものだった）さらに、シリーズの初期（シーズン2の最後まで）ではほとんどの人々はミュータントの存在を知らなかった。またこのシリーズでは『ブラザーフッド』が『ブラザーフッド・オブ・イヴィル・ミュータンツ』として知られていないことも重要である。彼らはテロリストやミュータント優越論者のチームではなく、しばしばX-メンと（肉体的、社会的、あるいは哲学的な領域で）対立するはみ出しもののミュータントで構成されている。
シリーズは1990年代のFOXによるシリーズとハッキリした対比してつくられている。シリーズのバイブルは『The Strangest Teens Of ALL』の執筆時にX-メンを原点であるスーパーパワーをコントロールする方法を学ぶ高校生というルーツに戻そうと意図したロバート・N・スキルと（クレジットされていないが）マーティ・アイセンバーグである。FOXのシリーズはミュータントに対する迫害や偏見と闘う自由な戦士という現在のX-メンの役割を反影していたが、X-メン:エボリューションは思春期の戦いへのメタファーとしてのミュータントの力と言うテーマを用いている。
シリーズの外観は総監督のボイド・カークランドと新たなX-メンのコスチュームを制作したアニメーターのフランク・パウルによってデザインされており、原作に忠実なFOXのシリーズ（コミックに対して詳細に描かれている堅いアニメーション）をアニメーションに親和性の高いアニメに影響を受けたコスチュームで置き換えている。
第1シーズンはマグニートーのブラザーフッド・オブ・ミュータントとキャラクターとの衝突に関係するエピソードの他に、新たなティーンエイジバージョンのキャラクターになれてもらうために多くのキャラクターを紹介するエピソードを中心としていた。後期のシーズンでは大部分を敵としてアポカリプスを据え、ニューミュータンツやモーロックス、マグニートーのアコライツを紹介するとともに米国政府を全ての政党に対する敵とした。
シリーズでは数多くの細かい方法でキャノンの歴史の詳細な知識を明かしている。その例として、コンソール装置からのセレブロの進化、初期のシャドウキャットのナイトクローラーを巡る不快感、フォージの意図しない結果を引き起こす装置や科学的における傲慢さなどが挙げられる。ローグは適切な方法でサイクロップスのパワーを吸収している。昔のアニメでは彼女は彼のビームの制禦不能性（脳の損傷によるもので生来のものではない）も一緒に吸収しており、X-メン:エボリューションでは脳の損傷がない場合のスコットのように完全にコントロールしている。『Survival of the Fittest』ではエグゼビアは（原作と違い潜在的なミュータントのパワーを解放したのだと言っているが）ジャガーノートが神秘主義を通して能力を習得したと述べており、『The Cauldron』ではマグニートーは（神秘主義ではなく科学的に発見したとしているが）彼のミュータントの能力を拡張するテクノロジーを同名のサイトラックの宝石から開発している。『Day of Recovery』ではトードはテクノロジーをかなり楽に使いこなしており、『Operation Rebirth』ではマグニートーが子供時代に捕われていた捕虜キャンプは（オープニングショットで）視覚的には（そうであるとは証明されていないが）アウシュヴィッツに似ている。
加えて、ビーストのオリジンはほとんどコミックと同じだが、職業や設定などでは違いがある。メスメロはサーカス団の一員として登場しており、『フェニックス・サーガ』での登場によく似ている。この他、ボリヴァー・トラスク、ニック・フューリー、キャプテンアメリカ、デステニィ、アガサ・ハーネス、アマンダ・セフトンといったサポートキャラクターはX-メンのコミックから受け継がれたものであり、完璧にもとの姿に忠実であるわけではないにせよ、オリジナルに敬意を表したものである。

## キャラクター
| キャラ                                             | 声優                         | 日本語版            |
| -------------------------------------------------- | ---------------------------- | ------------------- |
| プロフェッサーX（チャールズ・エグゼビア）          | デビッド・ケイ               | 金山雅弘            |
| ウルヴァリン（ローガン）                           | スコット・マクニール         | 江川大輔            |
| ストーム（オロロ・マンロー）                       | キルステン・ウィリアムソン   | 倉持良子            |
| ビースト（ハンク・マッコイ）                       | マイケル・コプサ             | 佐藤晴男            |
| サイクロップス（スコット・サマーズ）               | カービー・モロウ             | 上田陽司            |
| ジーン・グレイ                                     | ヴィーナス・ターゾ           | よのひかり          |
| ローグ                                             | メイガン・ブラック           | 小池亜希子          |
| ナイトクローラー（カート・ワグナー）               | ブラッド・スワイル           | 鶴博幸              |
| シャドウキャット（キャサリン・キティ・プライド）   | マギー・ブルー・オハラ       | 櫻井浩美            |
| スパイク（エヴァン・ダニエルズ）                   | ニール・デニス               | 石原慎祐            |
| アイスマン（ボビー・ドレイク）                     | アンドリュー・フランシス     | 加藤将之            |
| キャノンボール（サム・ガスリー）                   | ビル・スウィッツァー         | 鈴木貴征            |
| マグマ（アマラ・ジュリアナ・オリヴィア・アキーラ） | アレクサンドラ・カーター     | 斎藤恵理            |
| ジュビリー（ジュビレーション・リー）               | キアラ・ザンニ               | 浅井晴美            |
| ウルフスベーン（レイン・シンクレア）               | チャンタル・ストランド       | 戸田亜紀子          |
| マルチプル（ジェイミー・マドロックス）             | デイビッド・A・カイエ        | 戸田亜紀子          |
| バーザーカー（レイ・クリスプ）                     | トニー・サンプソン           | 阪口周平            |
| サンスポット（ロバート・ダ・コスタ）               | マイク・コールマン           |                     |
| ミスティーク（レイブン・ダークホルム）             | コリーン・ウィーラー         | 重松朋              |
| アヴァランチ（ランス・アルヴァーズ）               | クリストファー・グレイ       | 岸祐二              |
| ブロブ（フレッド・デュークス）                     | マイケル・ドブソン           | 高瀬右光            |
| トード（トッド・トランスキー）                     | ノエル・フィッシャー         | 坪井智浩            |
| クィックシルバー（ピエトロ・マキシモフ）           | リチャード・ラン・コックス   | 阪口周平            |
| スカーレットウィッチ（ワンダ・マキシモフ）         | ケリー・シェリダン           | 乾政子 → 大野エリ   |
| マグニートー（Erik Magnus Lehnsherr）              | クリストファー・ジャッジ     | 佐藤晴男            |
| ガンビット（レミー・ルポー）                       | アレッサンドロ・ジュリアーニ | 加藤将之            |
| セイバートゥース（ビクター・クリード）             | マイケル・ドノヴァン         | 清水敏孝 → 吉野貴弘 |
| コロッサス（Piotr Rasputin）                       | マイケル・アダムスウェイト   | 岸祐二              |
| パイロ                                             | トレバー・デュバル           | 鈴木貴征            |
| ブンブン（タバサ・スミス）                         | ミーガン・リーチ             | 浅井晴美            |
| カリスト                                           | サフロン・ヘンダーソン       | 大野エリ            |
| カリバン                                           |                              |                     |
| シベール                                           |                              |                     |
| ファサード                                         |                              |                     |
| ルシード                                           |                              | 新垣樽助            |
| スケイルフェイス                                   |                              |                     |
| X-23                                               | ブリトニー・アーヴィン       | 斎藤恵理            |
| エンジェル（Warren Worthington）                   | マーク・ヒルドレス           | 鈴木貴征            |
| フォージ                                           | サムエル・ビンセント         |                     |
| ハボック（Alex Masters / Summers）                 | マット・ヒル                 | 小野大輔            |
| ダニエル・ムーンスター                             | タバサ・セント・ジェルマン   |                     |
| デスティニィ（アイリーン・アドラー）               |                              |                     |
| リーチ（Leech）                                    | ダニー・マッキノン           |                     |
| アポカリプス                                       | デビッド・ケイ               |                     |
| メスメロ                                           | ロン・ハルダー               | 高瀬右光            |
| ジャガーノート（ケイン・マルコ）                   | ポール・ドブソン             | 佐藤晴男            |
| レギオン（David Haller / Lucas / Ian）             |                              |                     |
| ボリヴァー・トラスク                               | ジョン・ノヴァック           |                     |
| センチネル                                         |                              |                     |
| ロバート・ケリー                                   | デイル・ウィルソン           | 新垣樽助            |
| ダンカン・マシューズ                               | ビンセント・ゲイル           | 岸祐二              |
| ハンガン（Hungan）                                 | ブル・マンクマ               |                     |
| ヴァイパー（マダム・ハイドラ）                     |                              |                     |
| オメガレッド（Arkady Rossovich）                   | リチャード・ニューマン       |                     |
| ガントレット                                       | マーク・ギボン               |                     |
| アマンダ・セフトン                                 | モネカ・ストーリー           | 笹島かほる          |
| マルガリ                                           |                              |                     |
| アーケード                                         | ゲイブ・コース               |                     |
| ガブリエル・ハラー                                 | パトリシア・ドレイク         |                     |
| パウル                                             |                              |                     |
| タリン・フジオカ                                   |                              | 戸田亜紀子          |
| リスティ・ワイルド                                 | ニコル・オリバー             |                     |
| アガサ・ハーネス                                   | ポーリーン・ニューストン     |                     |
| ドクター・デボラ・リズマン                         | リサ・アン・ビレイ           |                     |

## ゲストキャラクター
| キャラ               | 声優                   | 日本語版 |
| -------------------- | ---------------------- | -------- |
| キャプテン・アメリカ | デイヴィッド・ハンター |          |
| ニック・フューリー   | ジム・バーンズ         | 飯島肇   |

## 音楽
『X-メン:エボリューション』ではいくつかの楽曲が番組用に製作されている。
- Walk on the Wild SideでのOnly a Girl（ベイヴィルのサイレンのテーマ）
- The Toad, the Witch and the WardrobeでのT-O-A-D（トードのテーマ）
- Rogue RecruitでのWho Am I Now?（Rogue's Theme）
- プロモーションビデオでのWolverine（ウルヴァリンのテーマ）
- 番組冒頭で流れるEvolution Theme（テーマソング）

アヴァランチやミスティーク、ストーム、ガンビット、マグニートーなど幾人かのキャラクターには限定的なミュージカルのような台詞のシーンがある。

## スタッフ

### オリジナル版
- 製作総指揮 - スタン・リー、アヴィ・アラッド、リック・アンガー
- 総監督 - ボイド・カークランド
- シリーズ構成 - グレッグ・ジョンソン、ボブ・フォワード（シーズン1）
- キャラクターデザイン - スティーブン・E・ゴードン
- プロップデザイン - エド・クラウティ、ギルバート・ホン
- レイアウトデザインスーパーバイザー - フェジャ・ジョヴァノヴィック
- メイン背景デザイン - エリック・シスネロス
- 編集 - マーク・T・コリンズ
- 音声監督 - カール・ウィリアムズ
- 音楽 - ウィリアム・アンダーソン
- アニメーション製作総指揮 - ジョン・バッシュ、ジョン・ハイド、ジョン・ヴェイン（シーズン1）
- アニメーションプロデューサー - マイク・ウルフ
- アソシエイトプロデューサー - パトリック・インネス
- アニメーション制作 - フィルム・ローマン
- 各話制作協力 - マッドハウス、ムークアニメーション[21]
- 製作 - マーベル・スタジオ
- 配給 - ワーナー・ブラザース・テレビジョン

### 日本語吹き替え版
- 吹替翻訳 - 四方保代[8]
- 字幕翻訳 - 川田桃子（第1巻[8]・第4巻[11]）、久布白仁司（第2巻[9]・第3巻[10]）
- 演出 - 早川陽一
- プロデューサー - 伊藤文子
- 制作担当 - 小野寺徹、丸山晋
- 日本語版制作 - 東北新社、カートゥーンネットワーク

## 各話リスト
| 話数 | サブタイトル （英題）                                        | 脚本                                                                                          | ストーリーボード | 演出                                                          | アニメーション ディレクター | 作画監督/作画チェック                                        | 日本放送日      |
| ---- | ------------------------------------------------------------ | --------------------------------------------------------------------------------------------- | --- | ------------------------------------------------------------- | --------------------------- | ------------------------------------------------------------ | --------------- |
| 1    | 闘いの始まり （Strategy X）                                  | アヴィ・アラッド リック・アンガー ボブ・フォワード                                            | フランク・パウル リック・ファーリー リチャード・セバスト トーマス・シスネロス セロン・スミス                                           | フランク・パウル                                              | 川瀬敏文                    | キム・ドンナム                                               | 2002年 12月3日  |
| 2    | 新たな才能 （The X Impulse）                                 | グレッグ・ジョンソン リック・アンガー                                                         | リック・ファーリー ゲイリー・グラハム リック・ホバーグ                                                                                 | ゲイリー・グラハム                                            | 茶谷与志雄                  | 中村清                                                       | 12月5日         |
| 3    | ローグの悲劇 （Rogue Recruit）                               | サイモン・ファーマン                                                                          | スティーブン・E・ゴードン ハンク・タッカー ヤン・キ・ユン                                                                              | スティーブン・E・ゴードン                                     | 川瀬敏文                    | リー・クァン・バック キム・キョン・クワン 白井勝也、梅原隆弘 | 12月10日        |
| 4    | 交錯する思い （Mutant Crush）                                | キャサリン・ローレンス                                                                        | トーン・エンリケズ トム・ネルソン トーマス・シスネロス クニ・トミタ                                                                    | フランク・パウル                                              | 青山弘                      | 古佐小吉重                                                   | 12月12日        |
| 5    | 危険なライバル （Speed and Spyke）                           | リック・アンガー ボブ・フォワード                                                             | リック・ファーリー ゲイリー・グラハム リック・ホバーグ ニール・ハンター ハンク・タッカー                                               | ゲイリー・グラハム                                            | 川瀬敏文                    | リー・クァン・バック キム・キョン・クワン 白井勝也、梅原隆弘 | 12月17日        |
| 6    | 過去からの使者 （Middleverse）                               | イーブリン・ガーベイ アダム・ビーチェン                                                       | イー・チー・チェン スティーブン・E・ゴードン クニ・トミタ ヤン・キ・ユン                                                               | スティーブン・E・ゴードン                                     | 清水健一                    | リー・シャオレイ                                             | 12月19日        |
| 7    | 真実 （Turn of the Rogue）                                   | リック・アンガー グレッグ・ジョンソン                                                         | ボイド・カークランド トーン・エンリケズ リック・ホバーグ ニール・ハンター ハンク・タッカー ヤン・キ・ユン                              | ボイド・カークランド                                          | 川瀬敏文                    | キム・ドンナム チョン・ホンヒョ イン・アン                   | 12月26日        |
| 8    | 映画監督スパイク （SpykeCam）                                | リック・アンガー ランディ・リトルジョン クリスティ・マークス                                  | イン・チー・チェン ライネル・フォレスタル トム・ネルソン フランク・パウル トーマス・シスネロス                                         | フランク・パウル                                              | 渕上真                      | 大下久馬                                                     | 2003年 1月7日   |
| 9    | 適者生存 （Survival of the Fittest）                         | パメラ・ヒッキー デニス・マッコイ                                                             | リック・ファーリー ゲイリー・グラハム リック・ホバーグ クニ・トミタ エリック・ウェイト                                                 | ゲイリー・グラハム                                            | 川瀬敏文                    | キム・キ・ジュン                                             | 1月9日          |
| 10   | 母の記憶 （Shadowed Past）                                   | ボブ・フォワード ジュリス・デニス                                                             | イー・チー・チェン トーン・エンリケズ スティーブン・E・ゴードン ヤン・キ・ヨン                                                         | スティーブン・E・ゴードン                                     | 茶谷与志雄                  | リー・シャオレイ                                             | 1月14日         |
| 11   | ウルヴァリンの秘密 （Grim Reminder）                         | グレッグ・ジョンソン                                                                          | ブレッド・ブレヴィンス フランク・パウル トーマス・シスネロス マイケル・スワニガン アダム・ヴァン・ウィク                               | フランク・パウル                                              | 川瀬敏文                    | リー・クァン・バック キム・キョン・クワン                    | 1月16日         |
| 12   | 小惑星M 前編 （The Cauldron – Part 1）                       | サイモン・ファーマン                                                                          | リック・ファーリー ゲイリー・グラハム クニ・トミタ                                                                                     | ゲイリー・グラハム                                            | 青山弘                      | 古佐小吉重                                                   | 1月21日         |
| 13   | 小惑星M 後編 （The Cauldron – Part 2）                       | グレッグ・ジョンソン                                                                          | デイヴ・ブロック イー・チー・チェン トーン・エンリケズ スティーブン・E・ゴードン トーマス・シスネロス ヤン・キ・ヨン                   | スティーブン・E・ゴードン                                     | 川瀬敏文                    | キム・キ・ジュン                                             | 1月23日         |
| 14   | ミュータント宣言 （Growing Pains）                           | サイドニー・クラーク スティーヴ・グラナット                                                   | フランク・パウル フィリップ・ノーウッド トーマス・シスネロス                                                                           | フランク・パウル                                              | キム・キジュン              | キム・キジュン                                               | 1月28日         |
| 15   | あふれ出るパワー （Power Surge）                             | ダグ・モリター                                                                                | リック・ファーリー ゲイリー・グラハム ブラッド・レーダー マット・ヤングバーグ                                                          | ゲイリー・グラハム                                            | 茶谷与志雄                  | リー・シャオレイ                                             | 1月30日         |
| 16   | 笑顔の裏側 （Bada-Bing Bada-Boom!）                          | グレッグ・ジョンソン                                                                          | トーン・エンリクェズ スティーブン・E・ゴードン ラリー・ホウストン フィリップ・ノーウッド マット・ヤングバーグ                          | スティーブン・E・ゴードン                                     | リー・クァン・バック        | リー・クァン・バック                                         | 2月4日          |
| 17   | リアルなゲーム （Fun and Games）                             | ブライアン・スウェンリン                                                                      | トロイ・アドマイティス ブレット・ブレヴィンス フランク・パウル トーマス・シスネロス デレク・トンプソン ロバート・ヴァリー              | フランク・パウル                                              | 渕上真                      | 中村清 リー・シャオレイ                                      | 2月6日          |
| 18   | ベイヴィルの野望 （The Beast of Bayville）                   | ウィリアム・フォレスト・クルバウス                                                            | トーン・エンリクェズ ゲイリー・グラハム リック・ホバーグ フィリップ・ノーウッド                                                        | ゲイリー・グラハム                                            | 遠藤卓司 キム・キジュン     | 二橋孝次 北尾勝 キム・キジュン                               | 2月7日          |
| 19   | 漂流 （Adrift）                                              | グレッグ・ジョンソン                                                                          | チェン・イ・チャン イー・チー・チェン スティーブン・E・ゴードン マイク・ヘドリック マット・ヤングバーグ                                | スティーブン・E・ゴードン                                     | 清水健一                    | 大下久馬 リー・シャオレイ                                    | 2月11日         |
| 20   | 天使のつばさ （On Angel's Wings）                            | ボイド・カークランド                                                                          | カート・コナー トム・エンリクェズ フランク・パウル フィリップ・ノーウッド トーマス・シスネロス ジェフ・スノウ                          | フランク・パウル                                              | 梅岡徹 リー・ドヒョン       | リー・ドヒョン                                               | 2002年 12月24日 |
| 21   | アフリカの嵐 （African Storm）                               | ニック・ドゥボイス                                                                            | レオポルド・デュラノーナ リック・ファーリー ゲイリー・グラハム フランク・ニッセン ロバート・ソウザ クニ・トミタ                        | ゲイリー・グラハム                                            | 青山弘                      | 古佐小吉重                                                   | 2003年 2月13日  |
| 22   | 危険な遊び （Joyride）                                       | サイドニー・クラーク スティーヴ・グラナット                                                   | スティーブン・E・ゴードン ジョン・フォックス フィリップ・ノーウッド ジェフ・スノウ マット・ヤングバーグ                                | スティーブン・E・ゴードン                                     | 梅岡徹 キム・キジュン       | 梅原隆弘 キム・キジュン                                      | 2月25日         |
| 23   | 女達のたたかい （Walk On The Wild Side）                     | サイドニー・クラーク スティーヴ・グラナット                                                   | カート・コナー フランク・パウル トーマス・シスネロス デニス・ウッドヤード                                                              | フランク・パウル                                              | 茶谷与志雄                  | リー・シャオレイ                                             | 2月27日         |
| 24   | 戦友 （Operation Rebirth）                                   | ボブ・フォワード                                                                              | トーン・エンリクェズ ゲイリー・グラハム リック・ファーリー フィリップ・ノーウッド                                                      | ゲイリー・グラハム                                            | 遠藤卓司 シム・サンイル     | 梅原隆弘 シム・サンイル                                      | 3月4日          |
| 25   | あやつられる心 （Mindbender）                                | ボブ・フォワード                                                                              | レオポルド・デュラノーナ スティーブン・E・ゴードン ロバート・ソウザ ジェフ・スノウ マット・ヤングバーグ                                | スティーブン・E・ゴードン                                     | 渕上真                      | 中村清 リー・シャオレイ                                      | 3月6日          |
| 26   | 異次元ダンスパーティ （Shadow Dance）                        | ボイド・カークランド                                                                          | ボイド・カークランド リック・ホバーグ フィリップ・ノーウッド デブラ・L・パフ クニ・トミタ                                              | ボイド・カークランド                                          | 梅岡徹 キム・キジュン       | 梅原隆弘 キム・キジュン                                      | 3月11日         |
| 27   | ビッグフットの正体 （Retreat）                               | マイケル・ミートン                                                                            | チェン・イ・チャン カート・コナー ウィル・ミグニオット フランク・パウル トーマス・シスネロス                                           | フランク・パウル                                              | 清水健一                    | 大下久馬 リー・シャオレイ                                    | 3月13日         |
| 28   | 憎しみのパワー （The HeX Factor）                            | サイドニー・クラーク スティーヴ・グラナット                                                   | ゲイリー・グラハム リック・ファーリー ジェフ・スノウ                                                                                   | ゲイリー・グラハム                                            | 梅岡徹 キム・ジンカン       | 梅原隆弘 キム・ジンカン                                      | 3月18日         |
| 29   | 決戦の日 前編 （Day of Reckoning Part 1）                    | グレッグ・ジョンソン ボイド・カークランド サイドニー・クラーク スティーヴ・グラナット         | ゲイリー・グラハム リック・ファーリー フィリップ・ノーウッド トーマス・シスネロス ロバート・ソウザ ジェフ・スノウ マット・ヤングバーグ | ゲイリー・グラハム スティーブン・E・ゴードン フランク・パウル | 青山弘                      | 古佐小吉重                                                   | 3月20日         |
| 30   | 決戦の日 後編 （Day of Reckoning Part 2）                    | グレッグ・ジョンソン ボイド・カークランド サイドニー・クラーク スティーヴ・グラナット         | リック・ファーリー フィリップ・ノーウッド トーマス・シスネロス ロバート・ソウザ ジェフ・スノウ マット・ヤングバーグ                    | ゲイリー・グラハム スティーブン・E・ゴードン フランク・パウル | 梅岡徹 キム・キジュン       | 梅原隆弘 キム・キジュン                                      | 3月25日         |
| 31   | 新たなる闘い （Day of Recovery）                             | グレッグ・ジョンソン ボイド・カークランド サイドニー・クラーク スティーヴ・グラナット         | リック・ファーリー ゲイリー・グラハム フィリップ・ノーウッド                                                                           | ゲイリー・グラハム                                            | 青山弘                      | 垪和等 中村清                                                | 2004年 8月9日   |
| 32   | 正しきミュータント達 （The Stuff of Heroes）                 | グレッグ・ジョンソン ボブ・フォワード                                                         | デイヴ・ブロック カート・ゲーダ アダム・ヴァン・ウィク マット・ヤングバーグ                                                            | カート・ゲーダ                                                | 遠藤卓司 キム・キジュン     | 大島明子 キム・キジュン                                      | 8月10日         |
| 33   | 試練の時 （Mainstream）                                      | グレッグ・ジョンソン マイケル・ミートン                                                       | イー・チー・チェン トム・ミーガン フランク・パウル                                                                                     | フランク・パウル                                              | 水野健太郎                  | 古佐小吉重                                                   | 8月11日         |
| 34   | ピエトロ奪還 （The Stuff of Villains）                       | アダム・ビーチェン                                                                            | リック・ファーリー ゲイリー・グラハム スコット・ジョーゲンソン フィリップ・ノーウッド クニ・トミタ                                     | ゲイリー・グラハム                                            | 遠藤卓司 ユ・ソンフン       | 大島明子 オン・サンヤン                                      | 8月12日         |
| 35   | 闇にさす光 （Blind Alley）                                   | グレッグ・ジョンソン ボイド・カークランド クレイグ・カイル ダグ・モリター                     | カート・ゲーダ パット・マッコーエン ブラッド・レイダー ポール・リヴォーシェ マット・ヤングバーグ                                       | カート・ゲーダ                                                | 石田暢                      | リー・シャオレイ                                             | 8月13日         |
| 36   | 地下集団モーロックス （X-Treme Measures）                    | グレッグ・ジョンソン ボイド・カークランド ジュール・デニス                                    | パトリック・アーチボルト トム・ミーガン フィリップ・ノーウッド フランク・パウル フレッド・レイエス                                     | フランク・パウル                                              | 遠藤卓司 キム・キジュン     | 大島明子 キム・キジュン                                      | 8月14日         |
| 37   | 恋するミュータント （The Toad, the Witch, and the Wardrobe） | アダム・ビーチェン                                                                            | リック・ファーリー ゲイリー・グラハム スティーブ・E・ゴードン デブラ・パフ                                                             | ゲイリー・グラハム                                            | 青山弘                      | 中村清                                                       | 8月15日         |
| 38   | ローグ VS X-MEN （Self Possessed）                           | グレッグ・ジョンソン                                                                          | カート・ゲーダ パット・マッコーエン フィル・ノーウッド マット・ヤングバーグ                                                            | カート・ゲーダ                                                | 遠藤卓司 リー・ハクビン     | 大島明子 リー・ハクビン                                      | 8月16日         |
| 39   | 第二の扉 （Under Lock and Key）                              | ショーン・ローチ                                                                              | トム・ミーガン トム・ネスビット チャック・パットン フランク・パウル フレッド・レイエス                                                 | フランク・パウル                                              | 渕上真                      | 古佐小吉重                                                   | 8月17日         |
| 40   | ホットなバカンス （Cruise Control）                          | サイドニー・クラーク スティーヴ・グラナット                                                   | リック・ファーリー ゲイリー・グラハム フィリップ・ノーウッド                                                                           | ゲイリー・グラハム                                            | 遠藤卓司 キム・キジュン     | 大島明子 キム・キジュン                                      | 8月18日         |
| 41   | X23 （X23）                                                  | クレイグ・カイル クリストファー・ヨスト                                                       | トーン・エンリクェズ カート・ゲーダ パット・マッコーエン ラスティ・ミルス マット・ヤングバーグ                                         | カート・ゲーダ                                                | 石田暢                      | リー・シャオレイ                                             | 8月19日         |
| 42   | アポカリプス 前編 （Dark Horizon Part 1）                    | クレイグ・カイル クリストファー・ヨスト                                                       | トム・モーガン フランク・パウル フレッド・レイエス ハンク・タッカー                                                                    | フランク・パウル                                              | 遠藤卓司 キム・キジュン     | 大島明子 キム・キジュン                                      | 8月20日         |
| 43   | アポカリプス 後編 （Dark Horizon Part 2）                    | クレイグ・カイル クリストファー・ヨスト                                                       | リック・ファーリー ゲイリー・グラハム スフィル・ノーウッド ジェフ・スノウ                                                              | ゲイリー・グラハム                                            | 青山弘                      | 中村清                                                       | 8月21日         |
| 44   | （Impact）                                                   | グレッグ・ジョンソン                                                                          | ソーン・エンリクェズ スティーブン・E・ゴードン フレッド・レイエス                                                                      | ゲイリー・グラハム                                            | 石田暢                      | 中村清                                                       | 未放送          |
| 45   | （No Good Deed）                                             | グレッグ・ジョンソン クレイグ・カイル ボイド・カークランド ウィリアム・フォレスト・クルバウス | ジェニファー・グレイヴス デヴィッド・シュワルツ ジェームズ・ヤング マット・ヤングバーグ                                                | ダグ・マーフィー                                              | 遠藤卓司 キム・サンジン     | 大島明子 キム・サンジン                                      | 未放送          |
| 46   | （Target X）                                                 | クレイグ・カイル クリストファー・ヨスト                                                       | マイケル・ゴーグエン ウィリアム・メグニオット トム・モーガン                                                                           | ダグ・マーフィー                                              | 水野健太郎                  | リー・シャオレイ                                             | 未放送          |
| 47   | （Sins of the Son）                                          | マーシャ・グリフィン                                                                          | デヴィッド・クリステック リック・ファーレイ ケヴィン・ゴラハー フレッド・レイエス                                                      | ゲイリー・グラハム                                            | 遠藤卓司 ユ・ソンフン       | 大島明子 ユ・ソンフン                                        | 未放送          |
| 48   | （Uprising）                                                 | グレッグ・ジョンソン クレイグ・カイル ボイド・カークランド ボブ・フォワード                   | ジェニファー・グレイヴス デヴィッド・シュワルツ ジェームズ・ヤング マット・ヤングバーグ                                                | ダグ・マーフィー                                              | 青山弘                      | 古佐小吉重                                                   | 未放送          |
| 49   | （Cajun Spice）                                              | マイケル・ミートン グレッグ・ジョンソン                                                       | ゲイリー・ハートル ウィリアム・メグニオット トム・モーガン フランク・パウル                                                            | フランク・パウル                                              | 遠藤卓司 サ・ギョンチャク   | 大島明子 サ・ギョンチャク                                    | 未放送          |
| 50   | （Ghost of a Chance）                                        | グレッグ・ジョンソン                                                                          | ケヴィン・ゴラハー ゲイリー・グラハム フレッド・レイエス                                                                               | ゲイリー・グラハム                                            | 石田暢                      | 中村清                                                       | 未放送          |
| 51   | （Ascension Part 1）                                         | グレッグ・ジョンソン クレイグ・カイル ボイド・カークランド                                    | パトリック・アーチボルト ニック・フィリッピ スティーブン・E・ゴードン ジェームズ・ヤング マット・ヤングバーグ                          | ダグ・マーフィー                                              | 遠藤卓司 キム・サンジン     | 桜井あきお キム・サンジン ソン・チョンホ                     | 未放送          |
| 52   | （Ascension Part 2）                                         | グレッグ・ジョンソン クレイグ・カイル ボイド・カークランド                                    | ジェイソン・ハンクス ゲイリー・ハートル ウィリアム・メグニオット トム・モーガン フィリップ・ノーウッド フランク・パウル                | フランク・パウル                                              | 渕上真                      | リー・シャオレイ                                             | 未放送          |

## マーベル作品への言及およびカメオ
X-メン:エボリューションは番組中に多くのリファレンスとカメオを取り入れている。
- シーズン3のエピソード『メインストリーム』でヴァンダルたちが身につけている仮面の1つはマーベルコミックのクラシックなモンスター・フィンファンフームにかなり似ている。
- シーズン3の『Under Lock and Key』では成り行き上あつまったX-メンや若年メンバー、非X-メンメンバーの面々はオリジナルのX-メンチーム（サイクロップス、ジーングレイ、ビースト、アイスマン、エンジェル）である。アイスマンはこれを"Definitely the cool team"と言っていた[23]。
- シーズン3の"Dark Horizons Part 1"というエピソードでローグがキティの部屋に入った時、キティは紫色のドラゴンのぬいぐるみと寝ている。このドラゴンは原作のロッキードでキティの友達である。
- 『Dark Horizons Part 2』でもナイトクローラー、コロッサス、シャドウキャットはX-メンとアコライツが分断された時に結集しており、これは原作でヨーロッパを拠点とするスーパーヒーローチーム・エクスカリバーを元にしたもので、3人はこのチームに所属していた[24]。
- キャプテン・アメリカとニック・フューリーはエボリューションに登場したただ2人の非ミュータントのマーベルスーパーヒーローである。しかしアイアンマンへ言及が『On Angel's Wings』で存在しており、『スタークエンタープライズ』と読めるサインがニューヨークシティーの屋外を舞台とするシーンで見ることが出来、同じエピソードではスパイダーマンことピーター・パーカーが写真を提供するデイリービューグルという新聞をエンジェルが読んでいる。
- さらに、オメガレッドは『Target X』でマーベリックやケストレルについて言及しており、後者を『レイス』と呼んでいた。『Dark Horizons Part 2』ではビーストが解読したヒエログリフでファラオのラマタト（征服者カーンの別名の1つ）について言及されている。
- シーズン1のエピソード『Speed and Spyke』では水泳用プールでの最後のシーンの始まりとクレジットの直前にプロフェッサーが話している時に、昔のFOX版X-メンのアニメシリーズのテーマ曲の最初の数小節がBGMとして流れる。

## DVDリリース

### シーズン1
- X-Men: Evolution Collection - 以下の4本のDVDを集めたもの
  - UnXpected Changes（“Strategy X”, “The X Impulse”, “Rogue Recruit”）
  - Xplosive Days（“Mutant Crush”, “Speed and Spyke”, “Middleverse”）
  - X Marks the Spot（“Turn of the Rogue”, “SpykeCam”, “Survival of the Fittest”）
  - Xposing the Truth（“Shadowed Past”, “Grim Reminder”, “The Cauldron Parts 1 & 2”）

### シーズン2
- Mutants Rising（“Growing Pains”, “Power Surge”, “Badda Bing Badda Boom”, “Fun and Games”）
- Powers Revealed（“The Beast of Bayville”, “Adrift”, “On Angel's Wings”, “African Storm”）
- Enemies Unveiled（“Joy Ride”, “Walk on the Wild Side”, “Operation Rebirth”, “Mindbender”）
- Mystique's Revenge（“Shadow Dance”, “Retreat”, “The Hex Factor”, “Day of Reckoning Parts 1 & 2”）

### シーズン3
- 全話（“The Day of Recovery”, “The Stuff of Heroes”, “Mainstream”, “The Stuff of Villains”, “Blind Alley”, “X-Treme Measures”, “The Toad, the Witch and the Wardrobe”, “Self Possessed”, “Under Lock and Key”, “Cruise Control”, “X-23”, “Dark Horizon Parts 1 & 2”）を治めた2枚組のDVD

2枚組のDVDセットは発売されるやアマゾンのベストセラーアニメーションDVD第4位になった。アマゾンのベストセラーに入ったのはこれが唯一である。X-メンのアニメDVDの中ではアマゾンで1位、それ以外のX－メン関連のDVDを含めても第6位、スーパーヒーローもののアニメDVDの中では43位を記録している。

### 日本版
日本ではシーズン1を収録したものがDVDで発売された（販売元はワーナー・ブラザース）。
| 商品名                    | 収録エピソード                                                                    | 発売日       | 型番     |
| ------------------------- | --------------------------------------------------------------------------------- | ------------ | -------- |
| Volume1:UnXpected Changes | 第1話 闘いの始まり 第2話 新たな才能 第3話 ローグの悲劇                            | 2006年8月4日 | DL-27789 |
| Volume2:Xplosive Days     | 第4話「交錯する思い 第5話 危険なライバル 第6話 過去からの使者                     | 2006年8月4日 | DL-27790 |
| Volume3:X Marks the Spot  | 第7話 真実 第8話 映画監督スパイク 第9話 適者生存                                  | 2006年8月4日 | DL-27791 |
| Volume4:Xposing the Truth | 第10話 母の記憶 第11話 ウルヴァリンの秘密 第12話 小惑星M 前編 第13話 小惑星M 後編 | 2006年8月4日 | DL-27792 |

## 配信
アメリカではDisney+で配信され、ラテンアメリカではHBO Maxで配信されている。日本では配信されていない。